# Minosuke Hiroe
Minosuke Hiroe  (romanización de 廣江美之助) ( 1914 - 12 de enero de 2000) fue un botánico, ilustrador y destacadísimo orquideólogo japonés, que desarrolló gran parte de su actividad científica como catedrático de la Universidad de Kioto.

## Algunas publicaciones

### Libros
- 1990. Kyoto matsuri to hana. Ed. Seiseisha; Shohan ed. 207 pp. ISBN 4-915534-25-1

- 1983. Prunus Mume Sieb et Zucc. of Japan. 243 pp.

- 1980. Sōsa shokubutsugaku / Criminal investigation botany section. Ed. Ariake Shoten, Shōwa

- 1979. Umbelliferae of world. Ed. Ariake Book Co. 2.128 pp.

- 1973. Kurama Yama no shokubutsu = Las plantas del Mte. Kurama (Kurama Yama sosho). Ed. Kurama-ji. 35 pp.

- 1971. Orchid Flowers. Dos vols. (inglés, latín, japonés) Ed. Kyoto:Kyoto-Shoin Co

- 1958. Umbelliferae of Asia: (excluding Japan). Ed. Eikodo

- ----, Constance, L. (Umbelliferae of Japan. University of California Publications in Botany 30 (1.) 144 pp.

- La abreviatura «M.Hiroe» se emplea para indicar a Minosuke Hiroe como autoridad en la descripción y clasificación científica de los vegetales.[2]